# Cal Figueres (Banyeres del Penedès)
Cal Figueres és una obra del municipi de Banyeres del Penedès (Baix Penedès) inclosa en l'Inventari del Patrimoni Arquitectònic de Catalunya.

## Descripció
És una casa de grans dimensions, la qual presenta com a principal característica una gran porxada de tres arcs de mig punt compostos per dovelles de pedra. La casa presenta tres plantes. Els baixos consten de la porta d'accés a l'interior esquerra de la porxada, una sèrie de finestres rectangulars de diferents mides, i un potent contrafort. El pis principal presenta un grup de finestres amb ampit i dos balcons de barana de ferro forjat, ambdues coses distribuïdes de forma anàrquica. Les golfes presenten una sèrie de finestres d'arc de mig punt i són de recent construcció. La façana no té un parament pla sinó que presenta un bombament. A l'interior, molt modificat, encara hi es pot veure un arc de pedra.

## Història
La casa és l'antiga masia d'uns propietaris de la zona, segurament una de les més antigues del poble. Els seus propietaris estan emparentats amb Cal Ventosa però el seu cognom és Figueres, la qual cosa provoca confusions a vegades. La casa junt amb les seves propietats constitueix l'herència dels Figueres. Fou centre de refugiats durant la guerra del 1936.